# Apartadero Nicolás Kronlund
El Apartadero Nicolás Kronlund, también llamado Kilómetro 187, es un desvío/apartadero,  del ramal ferroviario que une la mina de carbón de Río Turbio con el puerto de Punta Loyola, cerca de Río Gallegos, en el departamento Güer Aike de la Provincia de Santa Cruz (Argentina).  
Se inauguró en el año 1951, y se llamó originalmente Glen Cross, por la estancia ubicada unos dos kilómetros al noroeste. El nombre actual fue puesto en honor a Nicolás Kronlund, jefe de Vía y Obras del ramal durante muchos años.
La instalación forma parte del Ramal Ferro-Industrial de Río Turbio, que une la mina de Río Turbio, en la Cordillera de los Andes y cercana al límite con Chile, con el puerto de Punta Loyola, en cercanías de Río Gallegos. Se trata de un ramal de trocha angosta (750 mm) perteneciente a YCF (Yacimientos Carboníferos Fiscales, actual YCRT) y funciona actualmente solo para el transporte de carbón.